# ソーマキューブ

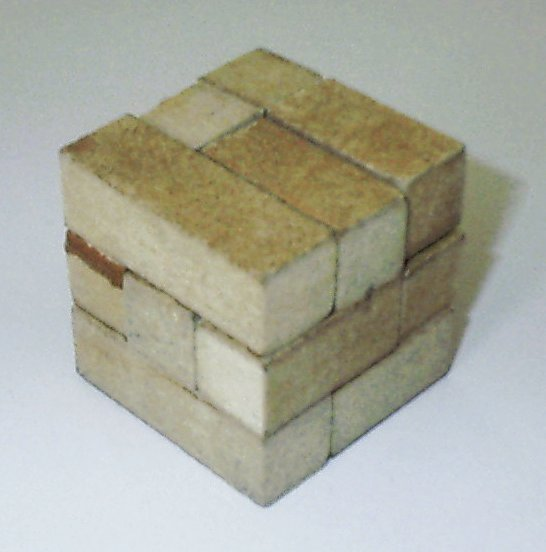
ソーマキューブで作られた立方体

ソーマキューブは、ピート・ハインが考案した、7つの立体のピースを3×3×3の立方体に組む箱詰めパズルである。本来の立方体を作るという目的のほかに、7片でさまざまな形を作れることから、3次元版のタングラムと呼ばれることもある。
ピート・ハインはこのパズルをヴェルナー・ハイゼンベルクの量子力学の講義中に考えた。
ソーマの名称の由来には諸説あり、オルダス・ハクスリーの小説『Brave New World』に登場する架空の薬に由来するとも、その元となった神話上に登場するソーマに由来するとも言われる。

## ピースの構成
ソーマキューブの7つのピースは、
- 4つ以下の立方体が面同士で接続されたもの
- 直方体でないもの

の両方を満たすものすべてである。

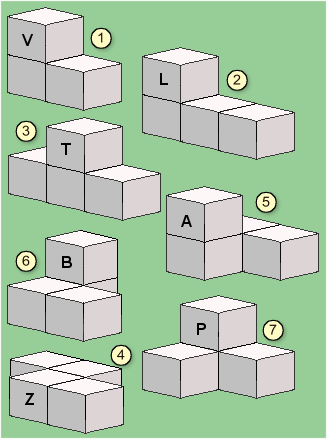
ソーマキューブのピース

具体的には、立方体3個をL字型につなげたものと、それに1つの立方体をつなげた6つの片の計7個である。

## 解答
ソーマキューブを解く上で、パリティの考え方が必要になることがある。
ジョン・コンウェイらはこの特性を考慮した上でこの問題に取り組み、『Winning Ways for your Mathematical Plays』（邦題『数学じかけのパズルゲーム』 ISBN 4-8337-6032-0）に全240解（回転・鏡像を同一のものとする）を発表している。この解析にはエイト・クイーンなどと同じようにバックトラック法が使用されている。

## ソーマキューブによる造形例

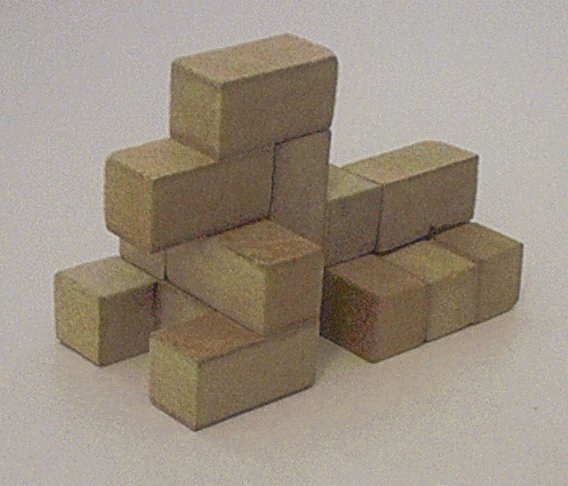
犬
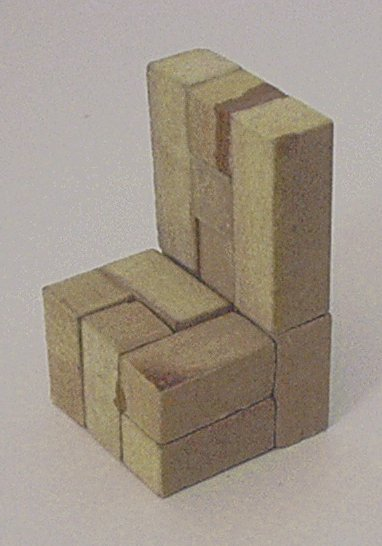
椅子